# Octomeria wilsoniana
Octomeria wilsoniana là một loài thực vật có hoa trong họ Lan. Loài này được Hoehne mô tả khoa học đầu tiên năm 1929.